# Hector Avalos
Hector Avalos, född 8 oktober 1958 i Nogales, Sonora, Mexiko, avliden i cancer 12 april 2021, var en mexikansk-amerikansk religionsvetare och författare. Han arbetade som professor i religionsvetenskap vid Iowa State University och skrev flera böcker om ämnet. Avalos var tidigare redaktör för tidningen Critical Study of Religion samt pingströrelsepredikant och barnevangelist.

## Karriär
Avalos hade en filosofie doktorsexamen i studier av den hebreiska bibeln och främre Orienten från Harvard University (1991), en masterexamen i teologiska studier från Harvard Divinity School (1985) och en Bachelor of Arts i antropologi vid University of Arizona (1982).
Avalos var en viktig kritiker av intelligent design och kreationism och han förknippades ofta med Guillermo Gonzalez, en förespråkare för intelligent design. Avalos medverkade i ett upprop mot intelligent design 2005 (som undertecknades av över 130 fakultetsmedlemmar vid Iowa State University) som blivit en förebild för andra upprop vid University of Northern Iowa och University of Iowa. Gonzalez och Avalos medverkade båda i dokumentärfilmen Expelled: No Intelligence Allowed (2008) som handlar om intelligent design.
Avalos var en ateistisk aktivist och förespråkade en sekulär humanistisk etik.

## Kritik av bibelvetenskapen
Avalos ansåg att akademiska bibelstudier i sin nuvarande form borde upphöra. Han menade att de flesta fakta som framkommit inom bibelvetenskapen bara är tendentiösa religiösa och nationalistiska tolkningar och att den moderna historiska Jesusforskningen inte har lett till några framsteg sedan Hermann Samuel Reimarus tid (1700-talet). I boken The End of Biblical Studies (2007) hävdade Avalos att akademiska bibelstudier främst bedrivs av religionsutövarna själva i syfte att ge en illusion av att bibeln fortfarande är en kulturellt och moraliskt överlägsen auktoritet. Han hävdade vidare att vissa underområden av bibelvetenskapen (översättning, arkeologi, historia, textkritik samt litterär estetik) är grundligt genomsyrade av religiöst tänkande.

## Böcker
- This Abled Body: Rethinking Disabilities in Biblical Studies (redaktör tillsammans med Sarah Melcher och Jeremy Schipper) (Atlanta: Society of Biblical Literature, 2007) ISBN 1589831861.
- The End of Biblical Studies (Amherst, NY: Prometheus Books, 2007) ISBN 1591025362.
- Strangers in Our Own Land: Religion in U.S. Latina/o Literature, (Nashville: Abingdon, 2005) ISBN 0687330459.
- Fighting Words: The Origins of Religious Violence, (Amherst, NY: Prometheus, 2005) ISBN 1591022843
- Introduction to the U.S. Latina and Latino Religious Experience, (redaktör; Boston: Brill, 2004) ISBN 0391042408.
- Se puede saber si Dios existe?[Kan man veta om gud finns?] (Amherst, NY: Prometheus Press, 2003) ISBN 1591020433.
- Health Care and the Rise of Christianity, (Peabody: Mass: Hendrickson Press, 1999) ISBN 1565633377.
- Illness and Health Care in the Ancient Near East: The Role of the Temple in Greece, Mesopotamia, and Israel (Harvard Semitic Monographs 54: Atlanta: Scholars Press, 1995) ISBN 0788500988.